# 小城桥塔

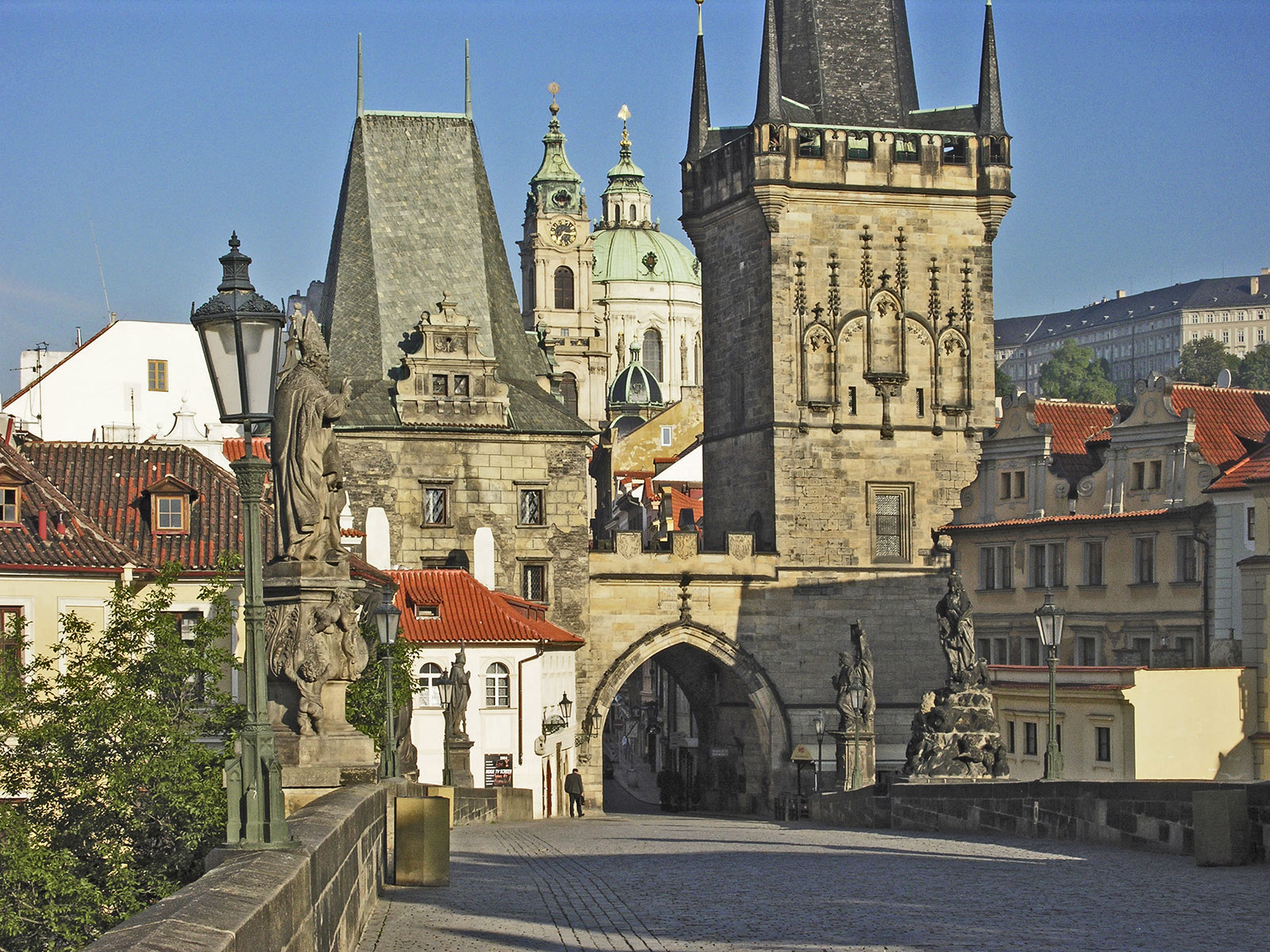
小城桥塔

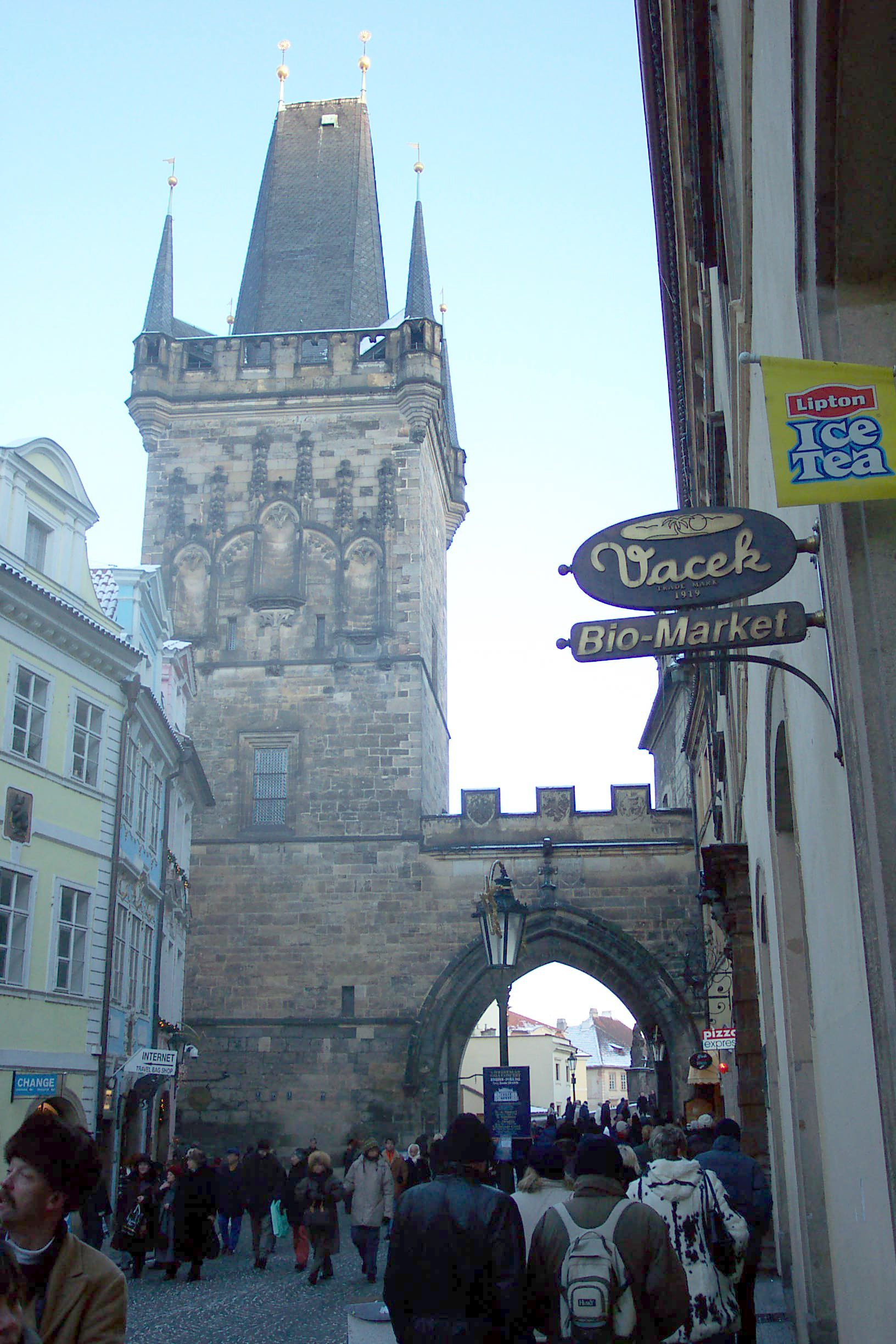
Pohled z Malé Strany

小城桥塔（Malostranská mostecká věž）位于布拉格伏尔塔瓦河西岸的小城区，查理大桥的西部入口，为一高一低两座塔楼，中间由一门相连。

## 描述
这两座塔楼中较老的一座为罗曼式风格，是朱迪大桥（Juditin most）的一部分，又被称为朱迪塔（Juditina věž）。 
而较高的一座哥特式塔楼于1357年与查理大桥一起由彼得帕尔莱勒（Petr Parléř）兴建，直到1464年才完成。与右岸的老城桥塔不同，这里没有完成的雕塑，只有片段装饰被保留。 
这两座个塔由哥特式拱形门连结，有入口进入较高的塔，塔内有展览和画廊。 

## 历史
朱迪塔被首次提及是在1249年。捷克国王卢森堡的约翰的追随者与卡林西亚的亨利（Jindřich Korutanský）战斗，烧毁了塔的三楼。19世纪发现了墙上古老的浅浮雕，浮雕描绘了捷克国王的领土和桥梁的建设者。
1342年2月3日，大洪水冲毁了四分之三的朱迪桥。1357年7月9日，皇帝查理四世建立新的石桥。新桥后来称为查理大桥，仍经过旧桥的路线，唯一保存的就是朱迪塔。第二座桥塔在国王波杰布拉迪的乔治（Jiří z Poděbrad）在位时期才完成。目前的形式在1879年 - 1883年经过了建筑师约瑟夫莫克（Josef Mocker）的修改。  